# Myrocarpus frondosus
Espèce
Classification phylogénétique
Statut de conservation UICN

 DD  : Données insuffisantes
Myrocarpus frondosus,  l’Incienso, ou Yvyrá payé, est une espèce de plantes à fleurs de la famille des Fabaceae (légumineuses) et de la sous-famille des Faboideae. C'est un arbre trouvé en Amérique du Sud. 

## Description générale
C'est un arbre qui peut atteindre jusqu'à 30 mètres. 
C'est une plante aromatique et mélifère, au bois rosâtre.
Ses fleurs sont blanches et ses fruits oblongs.

### Caractéristiques générales
- Taille : 10-30 m
- Diamètre : 60-80 cm
- Important dans la strate supérieure de la forêt
- Croît de préférence dans les parties humides de la forêt
- Poids spécifique : 0,8 g/cm3
- Fleurit de juillet à septembre, avec fruits en octobre-novembre.

## Répartition
Il est endémique du nord-est, sud-est et sud du Brésil, de l'est du Paraguay, et du nord-est de l'Argentine.

## Utilisation
Il est cultivé principalement pour son bois noble et pour ses essences, utilisées en parfumerie (son nom hispano-américain incienso signifie encens), également pour son huile obtenu par incision du tronc, et pour l'utilisation en médecine de l'écorce, des feuilles et des fruits.

## Synonymes
- Leptolobium punctatum Benth.
- Myrocarpus paraguariensis Hallier f.